# Ludwig Fisher
Ludwig Fisher, também conhecido como Luiz Fisher (30 de Maio de 1890 - 3 de Janeiro de 1957), foi um professor e historiador alemão. Distinguiu-se por ter difundido as Aparições da Nossa Senhora de Fátima na Alemanha.

## Biografia
Nasceu em 30 de Maio de 1890, na Alemanha.
Trabalhou como historiador e como professor na Universidade de Bamberg, na Alemanha, na disciplina de História da Igreja e Patrologia. Por volta de 1928 começou a interessar-se sobre as Aparições de Fátima, após a leitura de um artigo do jornal L'Osservatore Romano sobre a grande afluência dos peregrinos à Cova da Iria. Ele próprio visitou o local pela primeira vez entre 12 e 13 de Maio de 1929, igualmente na qualidade de peregrino, tendo nessa altura assumido que iria difundir a devoção a Nossa Senhora de Fátima e a história das aparições na Alemanha.  Neste sentido, foi responsável por um grande número de conferências, que em 1932 já tinham chegado a cerca de duzentas, e que além do seu país natal também foram realizadas nos países próximos, como a Suíça, a Áustria e a República Checa. Também promoveu várias peregrinações internas na Alemanha, de forma a recordar as aparições de Fátima, e foi o principal responsável pela organização das Novenas de Fátima, nas comunidades católicas daquele país. Também foi o autor de vários livros sobre Nossa Senhora de Fátima, que foram baseados, tal como as suas conferências, em exaustivos estudos realizados no sítio das aparições. Escreveu igualmente vários artigos para jornais e revistas, e impulsionou a fundação de publicações alusivas ao tema de Fátima.
Em Setembro de 1935, presenciou a exumação do cadáver de Jacinta Marto no cemitério de Vila Nova de Ourém, e a sua transladação para o Santuário de Fátima. Esteve na Cova da Iria pela última vez no Verão de 1954, e faleceu em 3 de Janeiro de 1957.
Em 13 de Outubro de 1998, foi inaugurado um monumento aos sacerdotes Ludwig Fisher e Manuel Formigão, em reconhecimento pelos seus esforços na divulgação da mensagem de Fátima, tendo o monumento sido elaborado pela artista Graça Costa Cabral.